# New London, Iowa
New London är en ort i Henry County i Iowa. Vid 2010 års folkräkning hade New London 1 897 invånare.